# Підпілля (альбом)
«Підпілля» —  другий студійний альбом гурту Вертеп, випущений в 2003 році.
Присвячений українським святам і датам, тож ці пісні доречно виконувати в конкретні дати.
Альбом розділенний на дві частини — у сучасному і у автентичному виконанні. Автентичне викионання було додано у перевиданні 2005 року.

## Зміст

### Сучасне виконання (ч. 1)
1. Володар (Закликання весни)
2. Олекса теплий (масляна)
3. Шевченко молодий (березня)
4. Колеса (веснянка)
5. Маленька бджілка (купальська)
6. Коса (колискова)
7. Марена (купальська)
8. Петра і Павла (петрівчана)
9. Марічка (весільна) — кавер-обробка В. Таперічкіна — ВІА «Червона Рута» (1977 р.)
10. Стодоли (жниварська)
11. Мукачево (січова)*
12. Спать мені не хочеться (сороміцька)*
13. Давнина (Кузьми та Дем’яна)
14. Пан Іван (колядка)
15. Тернопіль (звичайна лірична пісня)
16. Ой, завіяли (новорічна посипальна щедрівка)
17. Зимова Чумацька (жартівлива)
18. Дністров’янка (меланкова)
19. На річці, на Йордані (щедрівка до Водохреща)

- bonus: Наречена (весільна)

*Пісня Спать мені не хочеться у перевиданні була замінена на Мукачево

### Автентичне виконання (ч. 2):
1. Володар (закликання весни ) — Західне Полісся
2. Вербовії колеса (веснянка) — («Колеса») — с. Лука, Правобережна Київщина
3. Маленька бджілка (купальська) — с. Зеленьків, Наддніпрянщина
4. Сьогодні Івана, завтра Купала (купальська) («Марена») — с. Кручик (Харківщина)
5. Ой, ти Петре, Павле, Іване ( петрівчана ) — с. Зеленьків, Наддніпрянщина
6. Ой, завіяли (меланкова) — с. Новосілки, Тернопільщина
7. Звичайна лірична пісня: «Якби не мороз…» (застільна) — («Тернопіль») — с. Білі Ослави, Передкарпаття
8. Ой, рано, рано (колядка) — («Пан Іван») — с. Зеленьків, Наддніпрянщина
9. Дністров’янка (меланкова) — с. Новосілки, Тернопільщина
10. Ой, на річці, на Ордані (щедрівка) — с. Корбини Івани, Харківщина
  - Записано — Українська Експериментальна Лабораторія Фольклору
  - крім 26 (ч.2 8.) — записано Яриною Турянською

## Музиканти
- Олексій Бондаренко — вокал, гітари, музика, тексти, відродження матеріалу.
- Тимофій Хомяк — вокал, дуди-сопілки, дощовик.
- Федір Бугай — вокал, ударні, баян, музика, перкусія.
- Латунов Дмитро старший — перкусія, ксилофон, бамбукова флейта.
- Дмитро Степанов — труба.
- Сергій Супрун — вокал, гітари, бас, аранжування, музика, художнє керівництво[1].